# Шкипче
Шкипче, Xkipché — небольшой город постклассического периода культуры майя. Находится в мексиканском штате Юкатан в 9 км к юго-западу от Ушмаля. Относится к пуукскому стилю.
Впервые город описал Теоберт Малер, который осматривал его в течение нескольких часов в 1893 г. и сфотографировал центральное двухэтажное здание, которое он обозначил как «дворец». Лишь в 1986 г. мексиканские археологи раскопали памятник, а с 1989 г. к нему расчистили дорогу. В период 1991—2003 раскопки в Шкипче проводила команда археологов Боннского университета под руководством Ханса Према. Доступ туристам к раскопкам закрыт.
Двухэтажный «дворец» Шкипче неоднократно достраивался и перестраивался. Часть здания относится к раннему пуукскому стилю (с 670 г.), часть — к раннему стилю маленьких колонн (с 770 г.). Предположительно, во времена позднего ушмальского стиля (с 1000 г.) началась новая крупная реконструкция здания, которая, однако, не была завершена.